# Ентоні Їгіт
Ентоні Їгіт (швед. Anthony Yigit; 1 вересня 1991, Стокгольм) — шведський професійний боксер.

## Аматорська кар'єра
На чемпіонаті Європи 2010 Ентоні Їгіт програв у другому бою.
На чемпіонаті Європи 2011 переміг двох суперників, а у чвертьфіналі програв Гайбатуллі Гаджиалієву (Азербайджан).
На чемпіонаті світу 2011 переміг двох суперників, а в 1/8 фіналу програв майбутньому чемпіону Евертону Лопес (Бразилія) і за результатом виступу отримав путівку на Олімпійські ігри 2012. На Олімпіаді програв у першому бою Денису Берінчику (Україна) — 23-24.

## Професіональна кар'єра
2013 року Їгіт перейшов до професійного боксу. На початковому етапі перемагав боксерів невисокого класу. 19 грудня 2015 року переміг технічним рішенням у третьому раунді колишнього чемпіона світу за версією WBO американця Демаркуса Корлі.
11 лютого 2017 року в Англії в бою проти британця Ленні Довсона одностайним рішенням завоював вакантний титул чемпіона Європи за версією EBU в першій напівсередній вазі. Провів два вдалих захиста титулу, а 2018 року ввійшов до складу учасників Всесвітньої боксерської суперсерії у першій напівсередній вазі.
27 жовтня 2018 року у чвертьфіналі турніру WBSS Їгіт зустрівся з білорусом Іваном Баранчиком, який виявився занадто складним суперником для Їгіта. Поєдинок, на кону якого був титул чемпіона світу за версією IBF, рефері зупинив наприкінці сьомого раунду через жахливу травму ока у Їгіта.
17 липня 2021 року Їгіт зустрівся у бою з «тимчасовим» чемпіоном WBA у легкій вазі американцем Роландо Ромеро. Шведський боксер, який уклав угоду про бій лише за неділю до його проведення, на зважуванні не вклався у вагу (показав 63,6 кг) і не претендував на титул, а в поєдинку у 5-му раунді і двічі у 7-му побував у нокдауні, після чого рефері зупинив бій — ТКО7.
8 квітня 2023 року програв нокаутом Кейшону Девісу (США) бій за титули чемпіона WBO Inter-Continental та WBC USA у легкій вазі. 26 серпня 2023 року одностайним рішенням програв Денису Берінчику (Україна) бій за титул чемпіона за версією WBO International в легкій вазі.